# Wjatscheslaw Mosche Kantor

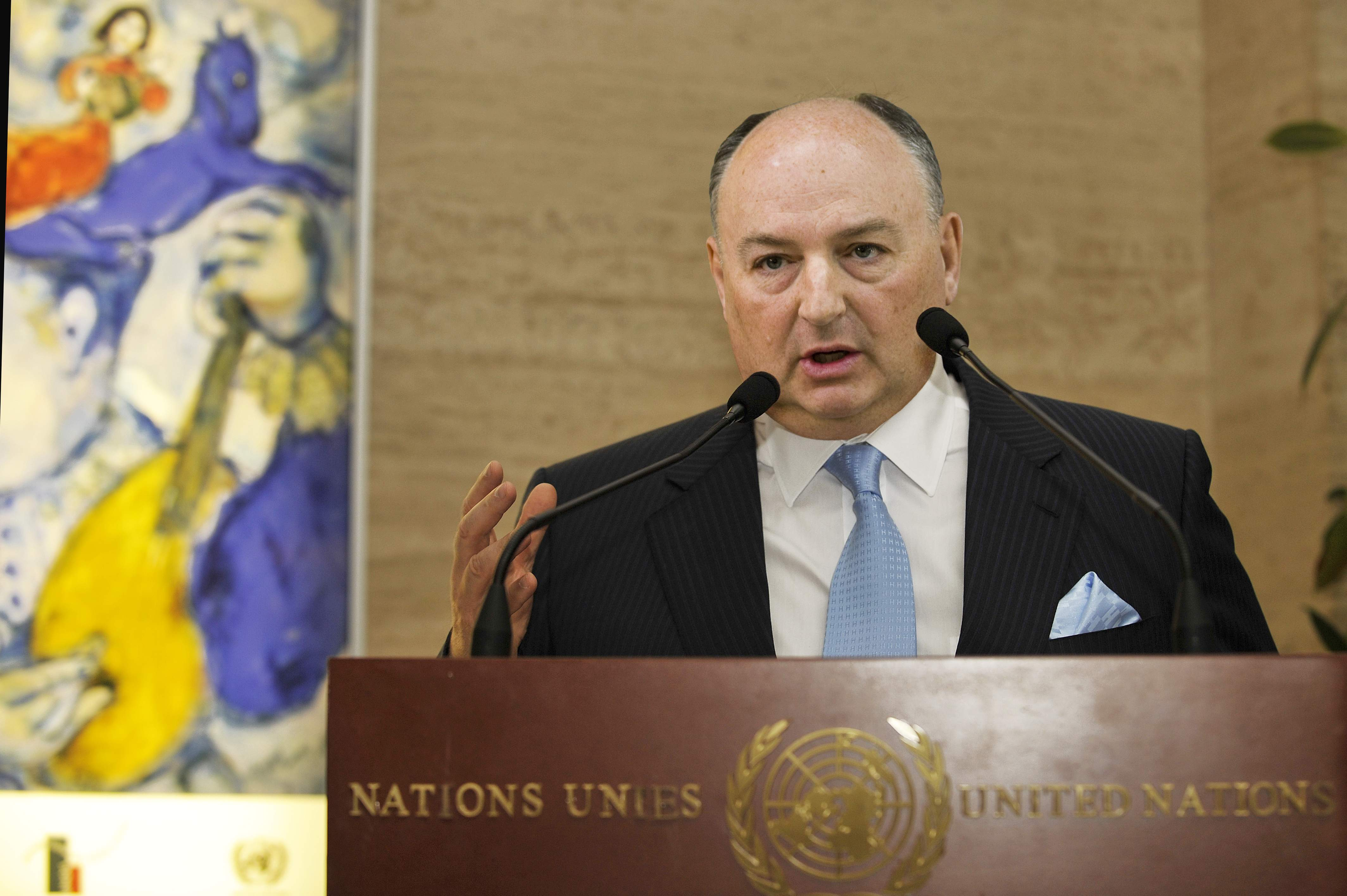
Wjatscheslaw Mosche Kantor (2009)

Wjatscheslaw Mosche Kantor (russisch Вячеслав Моше Кантор; * 8. September 1953 in Moskau) ist ein russischer Unternehmer und Milliardär. Neben der russischen Staatsbürgerschaft besitzt Kantor auch die britische und die israelische Staatsbürgerschaft.

## Leben
Kantor wurde 1953 als Sohn eines Soldaten der Roten Armee und späteren Filialleiters geboren. Er studierte am Staatlichen Luftfahrtinstitut (MAI) in Moskau, nach dem Diplomabschluss 1976 arbeitete er als wissenschaftlicher Mitarbeiter am MAI und bei der Wissenschaftlichen Produktionsvereinigung (NPO) „Spektr“. Mit einer Arbeit auf dem Gebiet der automatischen Steuerung von Raumfahrzeugen promovierte er 1981 zum Kandidaten der technischen Wissenschaften. Ende der 1980er-Jahre gründete er ein Unternehmen, das mit Computern handelte.
Anfang der 1990er-Jahre bekam er den Auftrag, eine Umweltverträglichkeitsprüfung bei der Mineraldüngerfabrik Asot in Nowgorod durchzuführen. Bei deren Privatisierung 1993 kaufte er selbst einen Teil der Anteile an dem Unternehmen, aus dem die agrochemische Acron-Gruppe hervorging, die er seither leitet. Von 1996 bis 2000 war er zudem Berater des Vorsitzenden des Föderationsrats, des Oberhauses der Parlamentskammern Russlands. Das Forbes Magazine listet ihn in seinem Milliardärs-Ranking an 42. Position in Russland (Stand: März 2013).
Von 2005 bis 2009 war er Präsident des Russian Jewish Congress und 2007 wurde er Präsident des Europäischen Jüdischen Kongresses (EJC), 2008 und 2012 wurde er für dieses Amt wiedergewählt. Er betätigt sich international als Philanthrop und war eines der Gründungsmitglieder der Stiftung World Holocaust Forum (WHF) und des European Jewish Fund. Kantor gehört zu den Großspendern des Holocaust History Museum der Holocaust-Gedenkstätte Yad Vashem in Jerusalem. An der Universität Tel Aviv richtete er ein Center for European Jewish Cultural Studies ein. 2007 wurde er zum Präsidenten des International Luxembourg Forum on Preventing Nuclear Catastrophe gewählt und gründete ein Jahr später die Nichtregierungsorganisation Europäischer Rat für Toleranz und Versöhnung (ECTR). 
Im April 2022 wurde er wegen seiner engen Verbindungen zu Wladimir Putin von der Regierung Großbritanniens und der Europäischen Union sanktioniert, weil er Mehrheitsanteile am Düngemittel-Hersteller Akron besitzt, der „von vitaler strategischer Bedeutung für die russische Regierung“ sei. Der Europäische Jüdische Kongress reagierte bestürzt und rief zu einer Rücknahme der Entscheidung auf. Kantor lebe seit mehr als drei Jahrzehnten in Westeuropa und setze sich für Europas jüdische Gemeinden sowie für den Kampf gegen Antisemitismus, Rassismus und Fremdenfeindlichkeit ein. Zahlreiche Regierungen und Staatschefs hätten Kantor dafür mit höchsten Auszeichnungen geehrt. Wenige Tage später gab der EJC den Rücktritt Kantors bekannt. Auf Betreiben Ungarns wurde Kantor ab März 2025 wieder von der Sanktionsliste der Europäischen Union gestrichen.
Kantor zählt laut der israelischen Tageszeitung The Jerusalem Post (2013) zu den weltweit einflussreichsten jüdischen Persönlichkeiten. Er ist verheiratet und hat vier Söhne und eine Tochter.

## Auszeichnungen
- 1998: Orden der Freundschaft, Russland
- 2004: Ehrendoktorwürde der Universität Tel Aviv
- 2005: Offizier des Verdienstordens der Republik Polen
- 2007: Orden des Großfürsten Jaroslav der Weise fünfter Klasse, Ukraine
- 2009: Leopoldsorden, Belgien
- 2011: Medaille für Verdienste auf dem Gebiet der Toleranz, Polen
- 2012: Träger des Ordens der Ehrenlegion, Frankreich
- 2012: European Jewish Leadership Award des European Council of Jewish Communities
- 2013: Großkreuz des Verdienstordens der Italienischen Republik
- 2014: Großkreuz vom rumänischen staatlichen Orden für Verdienst, Rumänien
- 2014: Offizier des Ordens der Ehrenlegion, Frankreich